# Landkreis Ostallgäu
Landkreis Ostallgäu är ett distrikt (Landkreis) i Schwaben i det tyska förbundslandet Bayern. Den distriktfria staden Kaufbeuren ligger omgiven av distriktet Ostallgäu.
Ostallgäu ligger i landskapet Allgäu i regionen Schwaben.

## Kommuner i Ostallgäu

### Städer
- Buchloe
- Füssen
- Marktoberdorf

### Köpingar
1. Irsee
2. Kaltental
3. Nesselwang
4. Obergünzburg
5. Ronsberg
6. Unterthingau
7. Waal

## Specialiteter

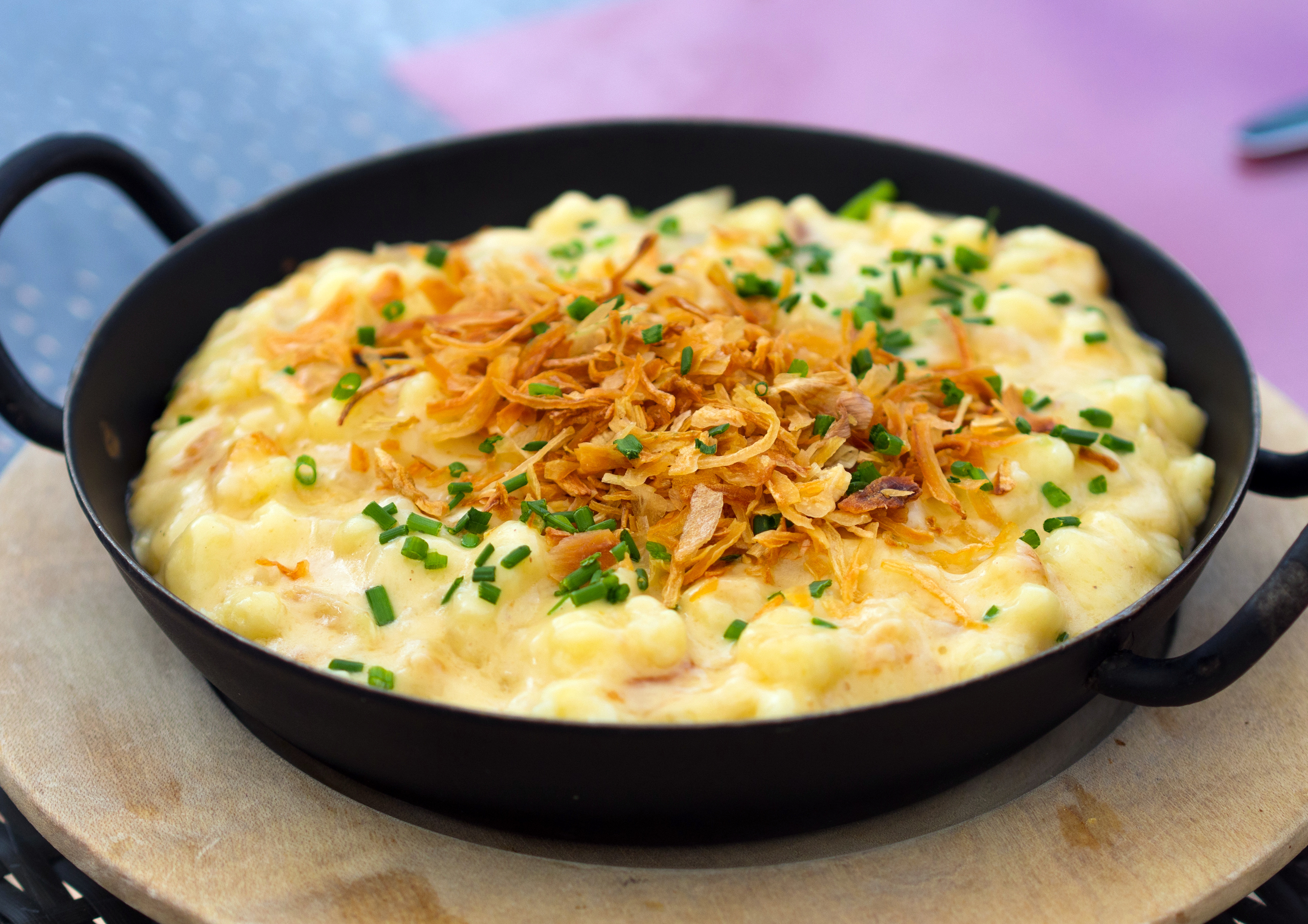
Käsespätzle med rostad lök
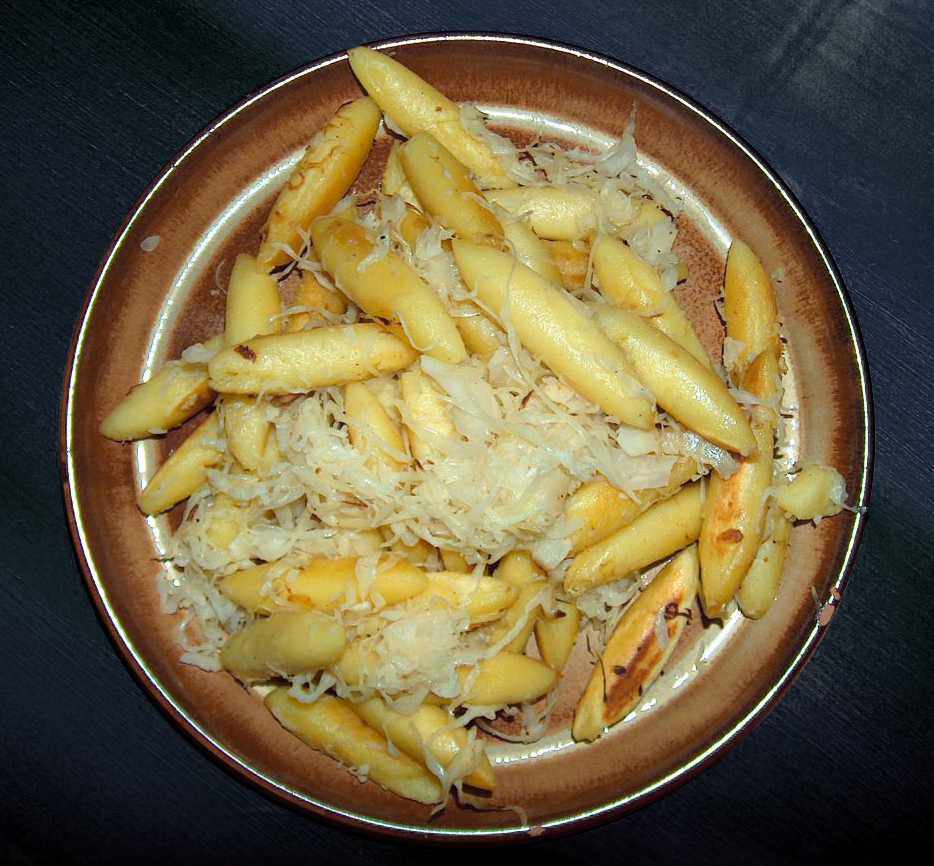
Schupfnudel med surkål
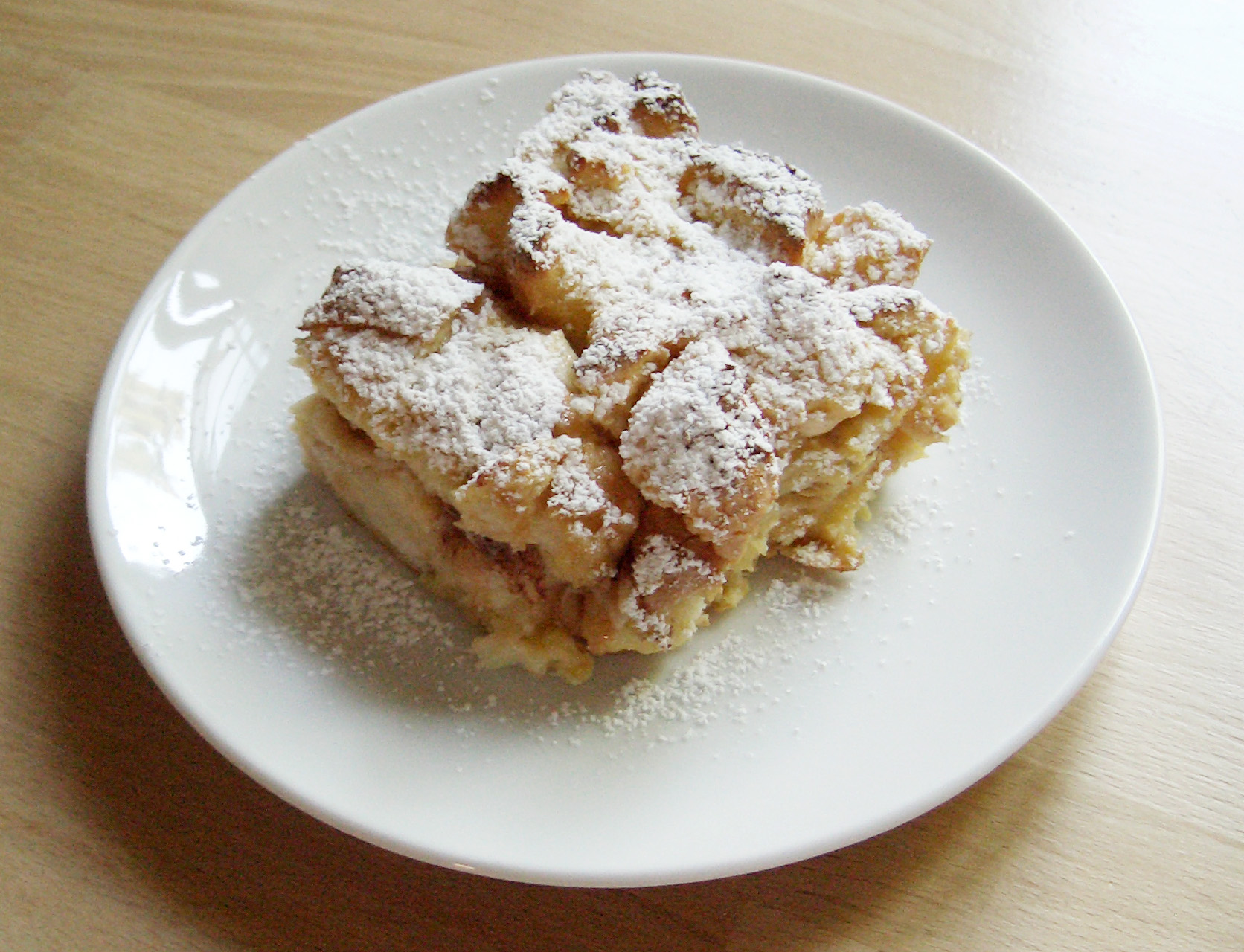
Ofenschlupfer
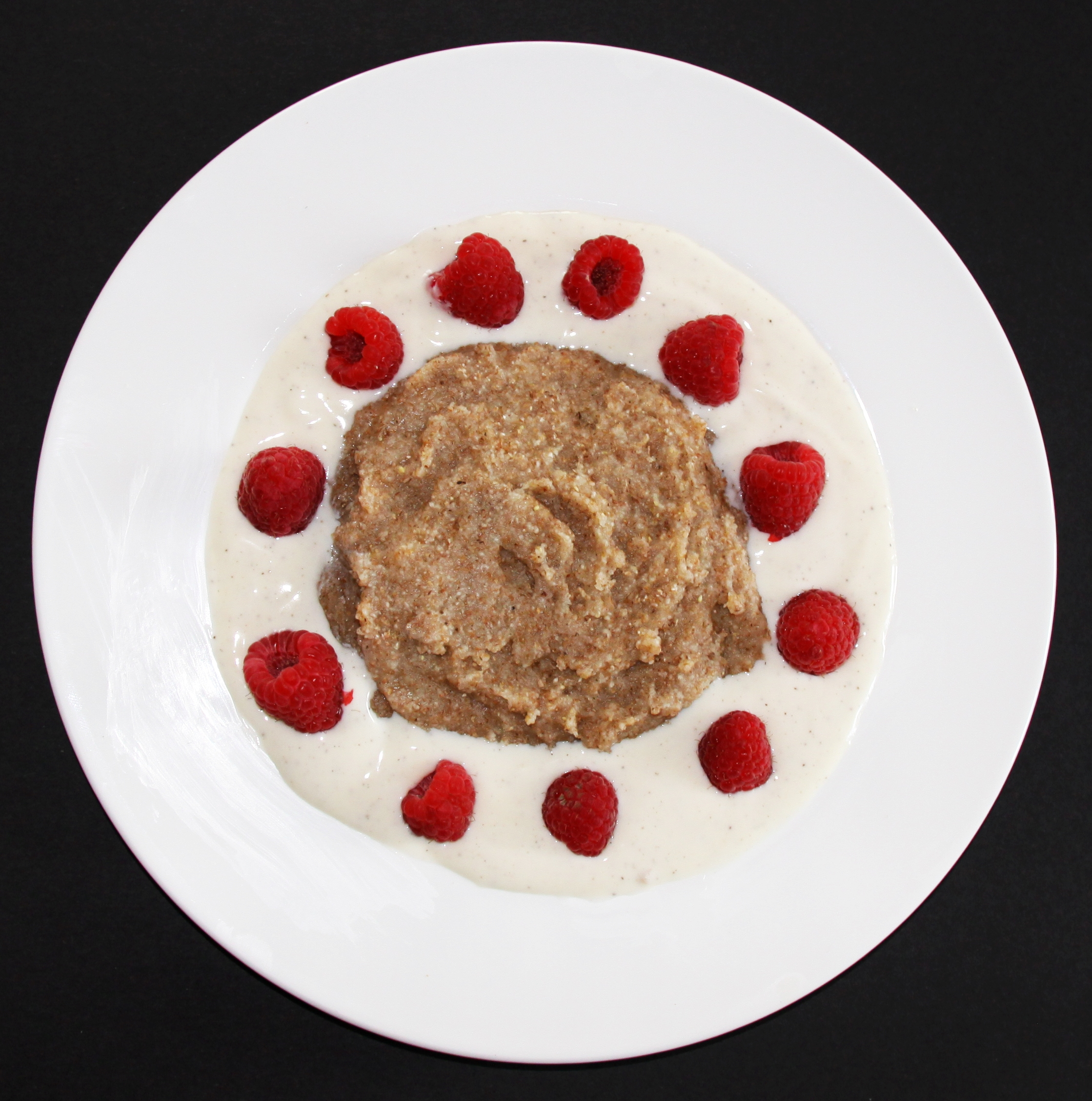
Brenntar